# Indice FTSE 250
L'indice FTSE 250 è un indice di capitalizzazione pesata comprendente dalla 101ª fino alla 350ª più grandi imprese della Borsa di Londra.
Le promozioni e le rimozioni avvengono trimestralmente a marzo, giugno, settembre e dicembre. Viene calcolato in tempo reale e pubblicato ogni minuto.

## Constituents
Al 18 dicembre 2020 vi fanno parte le seguenti aziende:
| Company                                      | Ticker |
| -------------------------------------------- | ------ |
| 3i Infrastructure                            | 3IN    |
| 4imprint                                     | FOUR   |
| 888 Holdings                                 | 888    |
| Aberforth Smaller Companies Trust            | ASL    |
| Aggreko                                      | AGK    |
| Airtel Africa                                | AAF    |
| Alliance Trust                               | ATST   |
| Allianz Technology Trust                     | ATT    |
| AO World                                     | AO.    |
| Apax Global Alpha                            | APAX   |
| Ascential                                    | ASCL   |
| Ashmore Group                                | ASHM   |
| Assura                                       | AGR    |
| Aston Martin Lagonda                         | AML    |
| AVI Global Trust                             | AGT    |
| Avon Rubber                                  | AVON   |
| Babcock International                        | BAB    |
| Baillie Gifford Japan Trust                  | BGFD   |
| Baillie Gifford Shin Nippon                  | BGS    |
| Baillie Gifford US Growth Trust              | USA    |
| Balfour Beatty                               | BBY    |
| Bankers Investment Trust                     | BNKR   |
| BBGI                                         | BBGI   |
| BB Healthcare Trust                          | BBH    |
| Beazley Group                                | BEZ    |
| AJ Bell                                      | AJB    |
| Bellway                                      | BWY    |
| Biffa                                        | BIFF   |
| Big Yellow Group                             | BYG    |
| BlackRock Smaller Companies Trust            | BRSC   |
| BlackRock World Mining Trust                 | BRWM   |
| BMO Commercial Property Trust                | BCPT   |
| BMO Global Smaller Companies                 | BGSC   |
| Bodycote                                     | BOY    |
| Brewin Dolphin Holdings                      | BRW    |
| Britvic                                      | BVIC   |
| C&C Group                                    | CCR    |
| Cairn Energy                                 | CNE    |
| Caledonia Investments                        | CLDN   |
| Calisen                                      | CLSN   |
| Capita                                       | CPI    |
| Capital & Counties Properties                | CAPC   |
| Carnival Corporation & plc                   | CCL    |
| Centamin                                     | CEY    |
| Centrica                                     | CNA    |
| Chemring Group                               | CHG    |
| Cineworld                                    | CINE   |
| City of London Investment Trust              | CTY    |
| Civitas Social Housing                       | CSH    |
| Clarkson                                     | CKN    |
| Close Brothers Group                         | CBG    |
| CLS Holdings                                 | CLI    |
| CMC Markets                                  | CMCX   |
| Coats                                        | COA    |
| Computacenter                                | CCC    |
| ContourGlobal                                | GLO    |
| ConvaTec                                     | CTEC   |
| Countryside Properties                       | CSP    |
| Cranswick                                    | CWK    |
| Crest Nicholson                              | CRST   |
| Dechra Pharmaceuticals                       | DPH    |
| Derwent London                               | DLN    |
| Diploma                                      | DPLM   |
| Direct Line Group                            | DLG    |
| Diversified Gas & Oil                        | DGOC   |
| Dixons Carphone                              | DC.    |
| Domino's Pizza                               | DOM    |
| Drax Group                                   | DRX    |
| Dunelm Group                                 | DNLM   |
| EasyJet                                      | EZJ    |
| Edinburgh Investment Trust                   | EDIN   |
| Edinburgh Worldwide Investment Trust         | EWI    |
| Electrocomponents                            | ECM    |
| Elementis                                    | ELM    |
| Energean                                     | ENOG   |
| Essentra                                     | ESNT   |
| Euromoney Institutional Investor             | ERM    |
| European Opportunities Trust                 | JEO    |
| FDM Group                                    | FDM    |
| Ferrexpo                                     | FXPO   |
| Fidelity China Special Situations            | FCSS   |
| Fidelity European Values                     | FEV    |
| Fidelity Special Values                      | FSV    |
| Finsbury Growth & Income Trust               | FGT    |
| FirstGroup                                   | FGP    |
| Foreign & Colonial Investment Trust          | FCIT   |
| Foresight Solar Fund                         | FSFL   |
| Frasers Group                                | FRAS   |
| Future                                       | FUTR   |
| G4S                                          | GFS    |
| Games Workshop                               | GAW    |
| Gamesys                                      | GYS    |
| GCP Infrastructure Investments               | GCP    |
| GCP Student Living                           | DIGS   |
| Genesis Emerging Markets Fund                | GSS    |
| Genus                                        | GNS    |
| Grafton Group                                | GFTU   |
| Grainger                                     | GRI    |
| Great Portland Estates                       | GPOR   |
| Greencoat UK Wind                            | UKW    |
| Greencore                                    | GNC    |
| Greggs                                       | GRG    |
| Hammerson                                    | HMSO   |
| HarbourVest Global Private Equity            | HVPE   |
| Hays                                         | HAS    |
| Helios Towers                                | HTWS   |
| Henderson Smaller Companies Investment Trust | HSL    |
| Herald Investment Trust                      | HRI    |
| Hg Capital Trust                             | HGT    |
| HICL Infrastructure Company                  | HICL   |
| Hill & Smith                                 | HILS   |
| Hilton Food Group                            | HFG    |
| Hipgnosis Songs Fund                         | SONG   |
| Hiscox                                       | HSX    |
| Hochschild Mining                            | HOC    |
| Homeserve                                    | HSV    |
| Howden Joinery                               | HWDN   |
| Ibstock                                      | IBST   |
| ICG Enterprise Trust                         | ICGT   |
| IG Group Holdings                            | IGG    |
| IMI                                          | IMI    |
| Impax Environmental Markets                  | IEM    |
| Inchcape                                     | INCH   |
| Indivior                                     | INDV   |
| IntegraFin Holdings                          | IHP    |
| International Public Partnerships            | INPP   |
| Investec                                     | INVP   |
| IP Group                                     | IPO    |
| ITV                                          | ITV    |
| IWG                                          | IWG    |
| JLEN Environmental Assets Group              | JLEN   |
| John Laing Group                             | JLG    |
| JPMorgan American Investment Trust           | JII    |
| JPMorgan Emerging Markets Investment Trust   | JAM    |
| JPMorgan European Smaller Companies Trust    | JESC   |
| JPMorgan Japanese Investment Trust           | JFJ    |
| JTC                                          | JTC    |
| Jupiter Fund Management                      | JUP    |
| Just Group                                   | JUST   |
| Kainos                                       | KNOS   |
| KAZ Minerals                                 | KAZ    |
| Lancashire Holdings                          | LRE    |
| Law Debenture                                | LWDB   |
| Liontrust Asset Management                   | LIO    |
| LondonMetric Property                        | LMP    |
| LXi REIT                                     | LXI    |
| Man Group                                    | EMG    |
| Marks & Spencer Group                        | MKS    |
| Marshalls                                    | MSLH   |
| Mediclinic International                     | MDC    |
| Meggitt                                      | MGGT   |
| Mercantile Investment Trust                  | MRC    |
| Micro Focus International                    | MCRO   |
| Mitchells & Butlers                          | MAB    |
| Moneysupermarket.com Group                   | MONY   |
| Monks Investment Trust                       | MNKS   |
| Morgan Advanced Materials                    | MGAM   |
| Morgan Sindall Group                         | MGNS   |
| Murray Income Trust                          | MUT    |
| Murray International Trust                   | MYI    |
| National Express Group                       | NEX    |
| Network International                        | NETW   |
| NextEnergy Solar Fund                        | NESF   |
| Ninety One                                   | N91    |
| OneSavings Bank                              | OTB    |
| Oxford BioMedica                             | OXB    |
| Oxford Instruments                           | OXIG   |
| PageGroup                                    | PAGE   |
| Pantheon International                       | PIN    |
| Paragon Banking Group                        | PAG    |
| Personal Assets Trust                        | PNL    |
| Petrofac                                     | PFC    |
| Petropavlovsk                                | POG    |
| Pets at Home                                 | PETS   |
| Playtech                                     | PTEC   |
| Plus500                                      | PLUS   |
| Polar Capital Technology Trust               | PCT    |
| Pollen Street Secured Lending                | PSSL   |
| Polypipe                                     | PLP    |
| Premier Foods                                | PFD    |
| Primary Health Properties                    | PHP    |
| Provident Financial                          | PFG    |
| PureTech Health                              | PRTC   |
| PZ Cussons                                   | PZC    |
| QinetiQ                                      | QQ.    |
| Quilter                                      | QLT    |
| Rank Group                                   | RNK    |
| Rathbone Brothers                            | RAT    |
| Redrow                                       | RDW    |
| Renishaw                                     | RSW    |
| RHI Magnesita                                | RHIM   |
| RIT Capital Partners                         | RCP    |
| Rotork                                       | ROR    |
| Royal Mail                                   | RMG    |
| Sabre Insurance                              | SBRE   |
| Safestore                                    | SAFE   |
| Sanne Group                                  | SNN    |
| Savills                                      | SVS    |
| Schroder AsiaPacific Fund                    | SDP    |
| Schroder Oriental Income Fund                | SOI    |
| Scottish American Investment Company         | SAIN   |
| Sequoia Economic Infrastructure Income Fund  | SEQI   |
| Serco                                        | SRP    |
| Shaftesbury                                  | SHB    |
| Signature Aviation                           | SIG    |
| Sirius Real Estate                           | SRE    |
| Smithson Investment Trust                    | SSON   |
| Softcat                                      | SCT    |
| Spectris                                     | SXS    |
| Spirent                                      | SPT    |
| SSP Group                                    | SSPG   |
| St. Modwen Properties                        | SMP    |
| Syncona                                      | SYNC   |
| Synthomer                                    | SYNT   |
| TalkTalk Group                               | TALK   |
| Tate & Lyle                                  | TATE   |
| TBC Bank                                     | TBCG   |
| Telecom Plus                                 | TEP    |
| Templeton Emerging Markets Investment Trust  | TEM    |
| The Renewables Infrastructure Group          | TRIG   |
| TI Fluid Systems                             | TIFS   |
| TP ICAP                                      | TCAP   |
| Trainline                                    | TRN    |
| Travis Perkins                               | TPK    |
| Tritax Big Box REIT                          | BBOX   |
| TR Property Investment Trust                 | TRY    |
| TUI AG                                       | TUI    |
| UDG Healthcare                               | UDG    |
| UK Commercial Property Trust                 | UKCM   |
| Ultra Electronics Holdings                   | ULE    |
| Unite Group                                  | UTG    |
| Vectura                                      | VEC    |
| Vesuvius                                     | VSVS   |
| Victrex                                      | VCT    |
| Vietnam Enterprise Investments               | VEIL   |
| VinaCapital Vietnam Opportunity Fund         | VOF    |
| Virgin Money UK                              | VMUK   |
| Vistry Group                                 | VTY    |
| Vivo Energy                                  | VVO    |
| Watches of Switzerland                       | WOSG   |
| Weir Group                                   | WEIR   |
| Wetherspoon (J D)                            | JDW    |
| W H Smith                                    | SMWH   |
| William Hill                                 | WMH    |
| Witan Investment Trust                       | WTAN   |
| Wizz Air                                     | WIZZ   |
| Wood Group                                   | WG     |
| Workspace Group                              | WKP    |
| Worldwide Healthcare Trust                   | WWH    |
| XP Power                                     | XPP    |